# Абрахам Іцек Тушинський
Абрахам Іцек Тушинський (пол. Tuszyński, нар. 14 травня 1886, Бжезіни — пом. , 17 вересня 1942, Аушвіц) — нідерландський бізнесмен єврейсько-польського походження, відомий театром Тушинського в Амстердамі.

## Біографія
Під час еміграції до Сполучених Штатів у 1903 році Тушинський зупинився у Роттердамі, у підсумку вирішивши залишитися там. Він досяг успіху як власник кінотеатрів, відкривши свої перші чотири кінотеатри в 1911 році: Талія, Сінема Рояль, Скала та Олімпія. Його найрозкішніший кінотеатр у Роттердамі, Великий театр, відкрився в 1928 році.

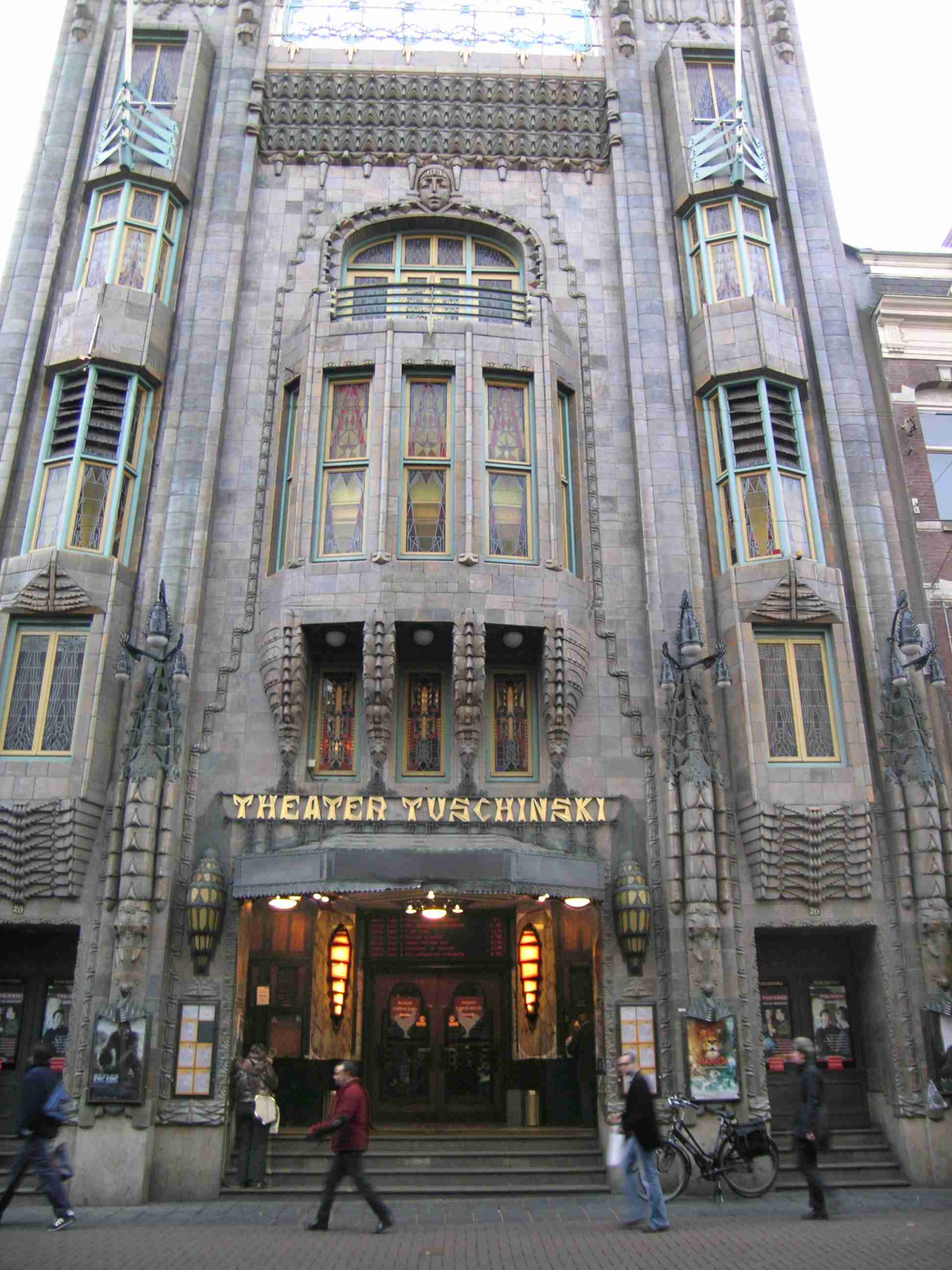
Театр Тушинського в Амстердамі

28 жовтня 1921 року в Амстердамі відкрив театр Тушинського. Театр мав місткість 1620 глядачів, що зробило його найбільшим голландським кінотеатром того часу. Унікальний дизайн цієї будівлі був поєднанням трьох сучасних стилів: амстердамської школи, арт-деко та югендстилю. У період 1998—2002 рр. будівлю театру було реконструйовано. У 1928 році Тушинський також відкрив ще один знаменитий амстердамський кінотеатр, Roxy Theatre.
Після початку Другої світової війни Тушинський втратив усі свої кінотеатри в Роттердамі після бомбардування міста німцями 14 травня 1940 року. 1 липня 1942 року Тушинського перевезли до концтабору Вестерборк на північному сході Нідерландів, а звідти до Аушвіца, де й загинув.